# Salmon River (biflöde till Gander River)
Salmon River är ett vattendrag i Kanada.   Det ligger i provinsen Newfoundland och Labrador, i den östra delen av landet, 1 600 km öster om huvudstaden Ottawa.
I omgivningarna runt Salmon River växer i huvudsak blandskog. Trakten runt Salmon River är nära nog obefolkad, med mindre än två invånare per kvadratkilometer.